# Fulvio Tessaroli

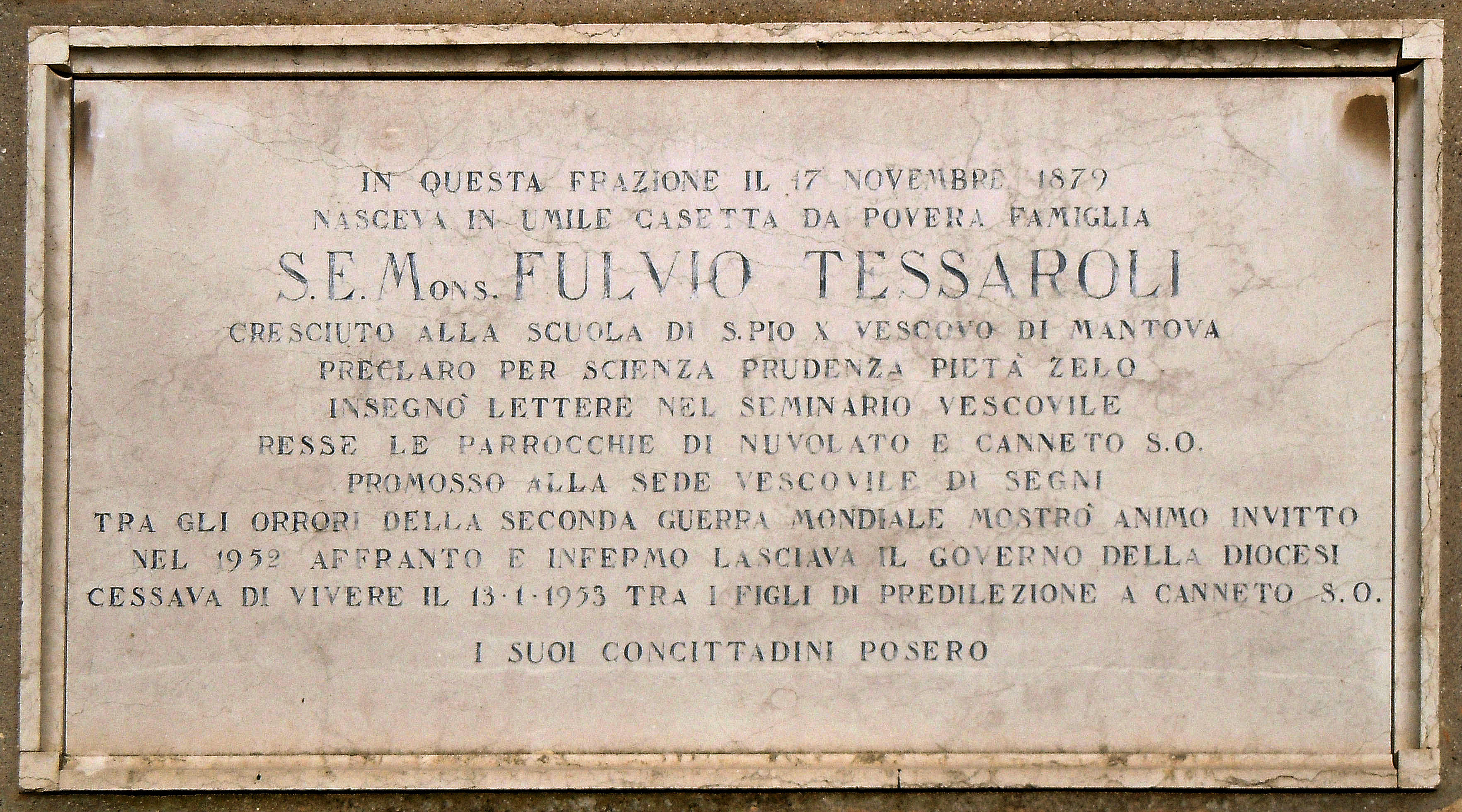
Asola, lapide a Mons. Fulvio Tessaroli

Fulvio Tessaroli (Asola, 17 novembre 1879 – Canneto sull'Oglio, 13 gennaio 1953) è stato un vescovo cattolico italiano.

## Biografia
Primo di dodici figli, nacque ad Asola (Mantova) da Battista, sarto ambulante, e Ildegonda Bodana. Iniziò privatamente il ginnasio da don Pietro Magri, rettore della chiesa di Cadimarco. Terminati gli studi di teologia al seminario di Mantova, il 24 maggio 1902 fu ordinato sacerdote. Insegnò per sette anni in seminario materie letterarie, prima di essere nominato parroco di Nuvolato (Mantova) fino al 1915. Dall'ottobre del 1915 al marzo del 1934 fu parroco di Canneto sull'Oglio.
Nel 1933 fu eletto vescovo di Segni, rimanendo nell'incarico fino al 1952. Nel 1936 promosse l'erezione della chiesa di Santa Barbara di Colleferro, consacrata nel 1937. Durante i bombardamenti del 1943 e 1944 si fece carico di portare conforto alla popolazione, colpita nella sua diocesi da più di 600 morti.
Morì a Canneto sull'Oglio nel 1953.
Scrisse Memorie storiche di Canneto sull'Oglio, dato alle stampe nel 1934.

## Genealogia episcopale
La genealogia episcopale è:
- Cardinale Scipione Rebiba
- Cardinale Giulio Antonio Santori
- Cardinale Girolamo Bernerio, O.P.
- Arcivescovo Galeazzo Sanvitale
- Cardinale Ludovico Ludovisi
- Cardinale Luigi Caetani
- Cardinale Ulderico Carpegna
- Cardinale Paluzzo Paluzzi Altieri degli Albertoni
- Papa Benedetto XIII
- Papa Benedetto XIV
- Cardinale Enrico Enriquez
- Arcivescovo Manuel Quintano Bonifaz
- Cardinale Buenaventura Córdoba Espinosa de la Cerda
- Cardinale Giuseppe Maria Doria Pamphilj
- Papa Pio VIII
- Papa Pio IX
- Cardinale Raffaele Monaco La Valletta
- Cardinale Francesco Satolli
- Arcivescovo Giacinto Gaggia
- Arcivescovo Domenico Menna
- Vescovo Fulvio Tessaroli